# Championnats de France d'athlétisme en salle 2003
Navigation
Édition précédente Édition suivante
Les Championnats de France d'athlétisme en salle 2003 ont eu lieu du 28 février au 2 mars 2003 au Stadium Jean-Pellez d'Aubière

## Palmarès
| Discipline       | Hommes            | Hommes         | Femmes                   | Femmes        |
| ---------------- | ----------------- | -------------- | ------------------------ | ------------- |
| 60 m             | Fabrice Calligny  | 6 s 66         | Sylviane Félix           | 7 s 22        |
| 200 m            | Leslie Djhone     | 20 s 51        | Muriel Hurtis            | 22 s 71       |
| 400 m            | Fabrice Zircon    | 47 s 25        | Sandrine Thiébaud-Kangni | 53 s 22       |
| 800 m            | Nicolas Aissat    | 1 min 47 s 67  | Matata Sanogo            | 2 min 9 s 10  |
| 1 500 m          | Driss Maazouzi    | 3 min 39 s 74  | Aurélie Coulaud          | 4 min 18 s 55 |
| 3 000 m          | Fouzi El Kholti   | 8 min 4 s 98   | Maria Martins            | 9 min 8 s 56  |
| 60 m haies       | Cédric Lavanne    | 7 s 67         | Patricia Girard          | 7 s 88        |
| Saut en hauteur  | Grégory Gabella   | 2,23 m         | Gaëlle Niaré             | 1,82 m        |
| Saut à la perche | Nicolas Guigon    | 5,60 m         | Vanessa Boslak           | 4,45 m        |
| Saut en longueur | Salim Sdiri       | 8,16 m         | Déborah Grapotte         | 6,34 m        |
| Triple saut      | Karl Taillepierre | 16,68 m        | Nelly Tchayem            | 13,18 m       |
| Lancer du poids  | Aukustino Hoatau  | 18,01 m        | Laurence Manfrédi        | 17,47 m       |
| 3 000 m marche   | -                 | -              | Fatiha Ouali             | 13 min 7 s 34 |
| 5 000 m marche   | Pascal Servanty   | 20 min 22 s 20 | -                        | -             |
| Pentathlon       | -                 | -              | Marie Collonvillé        | 4 412 pts     |
| Heptathlon       | Laurent Hernu     | 6 109 pts      | -                        | -             |